# Vladimiras Volčiok
Vladimiras Volčiok (* 8. Oktober 1963 in Grigiškės, Litauische SSR) ist ein litauischer Verwaltungsjurist und ehemaliger Politiker sowie Mitglied des Seimas.

## Leben
1980 absolvierte er die Mittelschule Grigiškės und lernte am Technologietechnikum Vilnius. Von 1981 bis 1983 leistete er den Sowjetarmeedienst. 1992 absolvierte das Diplomstudium der Rechtswissenschaft an der Vilniaus universitetas. 1991 war er Jurist des Landwirtschaftsbetriebs „Pergalė“ Trakai, von 1994 bis 1995 Jurist in der Verwaltung der Rajongemeinde Trakai, von 1997 bis 2004 Oberspezialist in der Bezirksverwaltung Vilnius und danach Mitglied des Seimas.
Er ist Mitglied der Darbo partija.

## Quelle
1. ↑  Vladimiro Volčiok biografija (LRS nario tinklavietė 2004–2008)

| Personendaten    | Personendaten                                                    |
| ---------------- | ---------------------------------------------------------------- |
| NAME             | Volčiok, Vladimiras                                              |
| KURZBESCHREIBUNG | litauischer Verwaltungsjurist und Politiker, Mitglied des Seimas |
| GEBURTSDATUM     | 8. Oktober 1963                                                  |
| GEBURTSORT       | Grigiškės, Litauische SSR                                        |